# Réver
Réver Humberto Alves Araújo (Ariranha, 4 januari 1985) is een Braziliaans voetballer die bij voorkeur als middenvelder speelt. Hij verruilde in januari 2015 Atlético Mineiro voor SC Internacional. In 2010 debuteerde hij in het Braziliaans voetbalelftal.

## Clubcarrière
Réver begon zijn carrière in het betaald voetbal bij Paulista FC, een club die uitkomt in de Campeonato Brasileiro Série B, de op een na hoogste voetbaldivisie van Brazilië. Zijn debuut maakte hij twee jaar nadat hij daar begon met trainen. In 2005 kende hij een hoogtepunt bij de club door de Copa do Brasil te winnen. Hij verdiende een basisplaats en speelde ruim dertig wedstrijden. In 2007 werd hij verhuurd aan Al-Wahda FC, een club uit Abu Dhabi. Amper een seizoen later keerde hij echter terug naar Paulista.
Begin 2008, na de degradatie van Paulista naar de Série C, werd Réver verhuurd aan Grêmio. Hij ontwikkelde zich hier in korte tijd tot basisspeler en reserve-aanvoerder. Op 12 november 2008 tekende Réver een contract voor vijf jaar bij Grêmio. Twee jaar later maakte hij een overstap naar de Duitse club VfL Wolfsburg, waar hij tevens een vijfjarig contract tekende. Hij kwam hier niet aan speelminuten en vertrok er na een jaar.
In 2010 nam Atlético Mineiro Réver over van Wolfsburg. Hier werd hij een vaste waarde. In vier seizoenen speelde Réver bij Mineiro ruim honderd wedstrijden; in januari 2015 tekende hij een contract bij SC Internacional, waarvoor hij in de Serie A op 10 mei 2015 zijn debuut maakte.

## Interlandcarrière
Réver debuteerde op 7 oktober 2010 in het Braziliaans voetbalelftal in een vriendschappelijke interland tegen Iran. In 2013 werd hij opgenomen in de selectie van Brazilië voor de FIFA Confederations Cup, die werd gewonnen door in de finale Spanje met 3–0 te verslaan. Réver zelf kwam niet aan speelminuten. Op 24 april 2013 was hij trefzeker in zijn achtste en laatste interland in een met 2–2 gelijk gespeelde oefeninterland tegen Chili.
| Interlands van Réver voor Brazilië | Interlands van Réver voor Brazilië | Interlands van Réver voor Brazilië | Interlands van Réver voor Brazilië | Interlands van Réver voor Brazilië | Interlands van Réver voor Brazilië | Interlands van Réver voor Brazilië |
| №                                  | Datum                              | Wedstrijd                          | Uitslag                            | Soort wedstrijd                    | Doelpunten                         |                                    |
| Als speler bij Atlético Mineiro    | Als speler bij Atlético Mineiro    | Als speler bij Atlético Mineiro    | Als speler bij Atlético Mineiro    | Als speler bij Atlético Mineiro    | Als speler bij Atlético Mineiro    |                                    |
| ---------------------------------- | ---------------------------------- | ---------------------------------- | ---------------------------------- | ---------------------------------- | ---------------------------------- | ---------------------------------- |
| 1.                                 | 7 oktober 2010                     | Iran – Brazilië                    | 0 – 3                              | Vriendschappelijk                  | 0                                  |                                    |
| 2.                                 | 15 september 2011                  | Argentinië – Brazilië              | 1 – 1                              | Vriendschappelijk                  | 0                                  |                                    |
| 3.                                 | 29 september 2011                  | Brazilië – Argentinië              | 2 – 0                              | Vriendschappelijk                  | 0                                  |                                    |
| 4.                                 | 11 september 2012                  | Brazilië – China                   | 8 – 0                              | Vriendschappelijk                  | 0                                  |                                    |
| 5.                                 | 20 september 2012                  | Brazilië – Argentinië              | 2 – 1                              | Vriendschappelijk                  | 0                                  |                                    |
| 6.                                 | 22 november 2012                   | Argentinië – Brazilië              | 1 – 2                              | Vriendschappelijk                  | 0                                  |                                    |
| 7.                                 | 6 april 2013                       | Bolivia – Brazilië                 | 0 – 4                              | Vriendschappelijk                  | 0                                  |                                    |
| 8.                                 | 25 april 2013                      | Brazilië – Chili                   | 2 – 2                              | Vriendschappelijk                  | 1                                  |                                    |

Bijgewerkt op 26 april 2016.

## Erelijst
Brazilië
- FIFA Confederations Cup

2013
1 Jefferson ·
2 Dani Alves ·
3 Thiago Silva  ·
4 David Luiz ·
5 Fernando ·
6 Marcelo ·
7 Leiva ·
8 Hernanes ·
9 Fred ·
10 Neymar ·
11 Oscar ·
12 Júlio César ·
13 Dante Bonfim ·
14 Filipe Luís ·
15 Jean ·
16 Réver ·
17 Luiz Gustavo ·
18 Paulinho ·
19 Hulk ·
20 Bernard ·
21 Jô ·
22 Diego Cavalieri ·
23 Jádson ·
Coach: Scolari